# リーチ (パチンコ)
リーチとは、パチンコで図柄の変動によって大当たりを期待させるアクションをいう。麻雀用語で「あと1枚でアガリになる」状態を「立直（リーチ）」という。現在のリーチは「あと1つですべての図柄が揃う状態」とは限らず、図柄の変動によって大当たりを期待させるアクション全体を「リーチ」と呼ぶ。

## 概要
上記で述べた通り麻雀用語の「立直（リーチ）」から来ているが、本来は「聴牌（テンパイ）」である。しかし、麻雀では「聴牌」と発言するのは誰もアガリにならなかった流局のときであり、「立直」と発言するときに比べてインパクトや緊張感に欠けるのは否めない。パチスロでは「リール上の図柄があと1つで大当たりになる状態」のことを「テンパイ」と呼び、パチンコでの用法より原義に近い。
なお、パチンコにおいては大当たりとなるか否かは独立したチップ上で生成される単純な乱数抽選（ルーレット方式）によって変動開始時には既に決定されている（厳密には保留時点で）。つまり、液晶上で展開されるリーチ演出やその他図柄演出によって大当たりが左右されるというようなことはなく、あくまで演出である点に留意されたい。

## リーチの分類
リーチは機種によって様々な種類があり、名称も様々であるが、おおむね以下のものに分類される。リーチアクションはドラム、7セグ、ドット、液晶ディスプレイ（液晶）などによって表現されるが、現在のパチンコ台は液晶を搭載した機種がほとんどであるため、以下の説明も液晶の機種を中心としている。

### ノーマルリーチ
画面背景の切り替えを伴わないリーチ。大抵は3つの図柄のうち2つが同じ図柄で停止した状態でリーチが発生し、3つ目の図柄がそれまでよりもスピードを落として変動し、BGMも変化する。画面上に「リーチ」の文字が表示されたり、「リーチ」と発声することも多い。3つの図柄が揃う直前ではさらにスピードが落ち、そのまま停止して大当たりになるのではないかという期待感を煽る。大当たりの期待度は概して低い。ノーマルリーチのアクション中にスーパーリーチ（後述）に変化したり、はずれの状態でいったん停止した後に再始動リーチ（後述）に突入することもある。

### スーパーリーチ
画面背景の切り替えを伴うリーチ。大抵はノーマルリーチと同じ状態でリーチが発生してから画面背景が切り替わる。ノーマルリーチとは違うBGMが流れ、機種によってはシマ全体に響く大音響を発することもある。キャラクターものの機種ではキャラクターが登場して敵キャラを攻撃し、攻撃に成功すれば図柄が揃うことが多い。図柄そのものを攻撃することもある。映画やアニメの版権ものの機種ではその映画やアニメの名シーンが再現され、最後まで再現されれば図柄が揃うというパターンが定番となっている。大当たりの期待度はノーマルリーチより高い。スーパーリーチは複数搭載されることが現在では普通であり、概して発生度の高いものは大当たりの期待度が低く、発生度の低いものは大当たりの期待度が高い傾向にある。

### プレミアムリーチ
どのリーチがプレミアムリーチであるかははっきりとした定義があるわけではなく、どちらかと言うとユーザースラングの類に分類される。概ね共通しているのはリーチ演出のうち「出現率が極めて低い（数千分の1～数万分の1）」「出現時点で大当たりが確定する」「演出が通常のものとは異なる」などの性質のものがそのように呼ばれる。しかし、たとえば通常のスーパーリーチ中に突然プレミアムキャラクターが出現する、といった場合にはプレミアムリーチとは呼ばない場合もある。
プレミアムリーチの代表例としては、現在多くの台に搭載されている全回転リーチが挙げられる。その殆どが、大当たり確定となる代わりに基本的に出現率が極めて低く設定されており、これらは基本的にプレミアムリーチの代表的要件を満たす。

### 複合リーチ（ダブルリーチ・トリプルリーチ）
停止すると大当たりになる図柄が複数あるリーチのこと。大当たりになる図柄が2つあれば「ダブルリーチ」、3つあれば「トリプルリーチ」という（麻雀用語のダブルリーチとは意味が異なる）。リーチアクションの分類ではなく、リーチの状態の分類である。機種によってはオールマイティ図柄を搭載していることがあり、通常の3つ揃いのほかにもオールマイティ図柄を含む図柄揃いでも大当たりとなる場合があるが、純粋な複合ではないので複合リーチに含めないことが多い。また、1つの図柄に対して大当たりとなるオールマイティ図柄ではない図柄が複数ある機種もある。有効ラインは機種によって1ライン、5ライン、8ラインなどがあるが、5ラインの機種（三洋の海物語シリーズなど）では対角線上に2種類の図柄が停止するとダブルリーチとなる。通常図柄と確変図柄との複合リーチが発生する機種が多く、確変図柄のみの複合リーチが発生する機種もある。1ラインの機種では複合リーチは存在しないが、マルチラインリーチ（後述）が搭載されていることがある。大当たりの期待度は様々である。

### マルチラインリーチ
有効ラインが増加するリーチ。スーパーリーチに含まれる。有効ラインが1ラインの機種でもマルチラインリーチでは有効ラインが2ラインや3ラインに増加し、ダブル、トリプルの複合リーチになる。大当たりまたははずれが確定すると元の有効ラインに戻される。大当たりの期待度は通常のスーパーリーチと同程度。機種によっては搭載されていないものもある。

### 全回転リーチ
ノーマルリーチやスーパーリーチと異なり、全く図柄が停止していない時点でリーチアクションが発生する。すべての図柄が同時にスピードを落とし、3つの図柄が揃った状態で変動する。そしてそのまま（揃った状態で）停止して大当たりになる。見た目のとおり、大当たりの期待度は基本100%である。但し、100%大当たりではなく、図柄配列をわざとずらし、3つの図柄が揃った状態と揃わない状態を繰り返して変動する機種（初代『春夏秋冬』（西陣）など）や初代『ナナシー』（豊丸）のように全回転でも外れる機種も存在する。

### 同時停止リーチ
機種によっては2つの図柄が停止するリーチと全回転リーチのほかに、1つの図柄が停止した状態で残りの2つの図柄が揃った状態で変動するリーチがある。同時に停止する2つの図柄の位置によって「中右同時停止リーチ」「左右同時停止リーチ」などと呼ばれる。全回転リーチと同じく、普通は起こりえない状態であるため弥が上にも期待度が高まるが、大当たりの期待度は通常のスーパーリーチと同程度である。搭載されていない機種が多い。

### 再始動リーチ
リーチがかかり、いったんハズレ停止したあと、再び図柄が変動してリーチアクションに再突入するリーチ。大当たりの期待度は様々であり、大当たりがほとんど期待できないものもあれば、再始動すれば100%大当たりになるものもある。

## 再抽選 （昇格演出）
この演出が初めて搭載された機種は三洋の『プロレス』。
大当たりから大当たりが終了するまでの間に、3つ揃いの図柄が再び変動し、全回転リーチのようなアクションを取る機種が多い。ほとんどの機種では、再抽選が発生した後に停止する図柄は元の通常図柄か確変図柄の3つ揃いである。過去には再抽選で大当たりが取り消されてはずれになる機種（『コマコマ倶楽部2』（豊丸））や、確変図柄から通常絵柄への格下げ再抽選がある機種（『CRフルーツカクテル』（ニューギン）など）も存在したが、現在は確変図柄で大当たりした場合、ほとんどの機種では再抽選が行われない。
なお、名称として再抽選と呼ばれるが、確変か否かはその変動開始時には既に確定しており、実際に大当たり発生時に抽選をやりなおしているわけではない。

## その他
リーチには予告アクションを伴うことが多い。予告 (パチンコ)を参照。
過去の機種には、リーチアクションを伴わず、いきなり大当たり絵柄が停止するものがあった。現在でも突然確変の「出玉ゼロの大当たり」の時には、大当たりに見せないためにリーチアクションを伴わないことがある。
リーチアクションが始まった時には当選しているか否かはすでに決定されており、リーチアクション中にボタンが押されたか否かは当否には一切影響しない。
これと同様に、パチスロでデジタル（7セグ、ドット、液晶）を搭載しているものにリーチアクションがある。パチスロの場合、リーチが大当たりになる＝ボーナス図柄をそろえられる状態になっていることを表す「ボーナス確定」の文字が表示されるだけで、大当たりの状態にするには自分で目押ししてボーナス図柄を揃えないといけない。
液晶中の演出などにおいて、英単語である"Reach"（届く・到達するの意味）が使用される場合がある。なお、麻雀のリーチは英語圏においてはローマ字表記から"Riichi(rīchi)"または"ready hand"と訳される。